# 御池台
御池台（みいけだい）は、大阪府堺市南区の泉北ニュータウン栂地区にある地名。現行行政地名は御池台一丁から御池台五丁。住居表示は実施済み。

## 地理
「御池山」という旧地名にちなみ御池台と名付けられた。

## 歴史
- 1979年（昭和54年）4月 - まちびらき[5]。

## 世帯数と人口
2021年（令和3年）12月末現在における人口と世帯数は以下の通りである。
| 丁         | 世帯数    | 人口    |
| ---------- | --------- | ------- |
| 御池台一丁 | 1,026世帯 | 2,153人 |
| 御池台二丁 | 1,388世帯 | 3,776人 |
| 御池台三丁 | 772世帯   | 1,643人 |
| 御池台四丁 | 356世帯   | 893人   |
| 御池台五丁 | 73世帯    | 78人    |
| 計         | 3,615世帯 | 8,543人 |

## 小・中学校の校区
市立小・中学校に通う場合、校区は以下の通りとなる。
| 丁         | 番地                       | 小学校             | 中学校             |
| ---------- | -------------------------- | ------------------ | ------------------ |
| 御池台一丁 | 全域                       | 堺市立御池台小学校 | 堺市立庭代台中学校 |
| 御池台二丁 | 泉田中13号線以東の区域以外 | 堺市立御池台小学校 | 堺市立庭代台中学校 |
| 御池台二丁 | 泉田中13号線以東の区域     | 堺市立上神谷小学校 | 堺市立若松台中学校 |
| 御池台三丁 | 全域                       | 堺市立御池台小学校 | 堺市立庭代台中学校 |
| 御池台四丁 | 全域                       | 堺市立御池台小学校 | 堺市立庭代台中学校 |
| 御池台五丁 | 全域                       | 堺市立御池台小学校 | 堺市立庭代台中学校 |

## 交通

### バス
南海バス泉北栂地区線
- 232系統：栂・美木多駅 - 御池台回り、泉ヶ丘駅→御池台回り→栂・美木多駅
- 232L系統：泉ヶ丘駅 - 栂・美木多駅 - 御池台回り
- 232C系統：栂・美木多駅→御池台3丁

### 道路
- 大阪府道・和歌山県道61号堺かつらぎ線
- 大阪府道208号堺泉北環状線

## 施設
- 堺市立御池台小学校[8] - 御池台二丁3番1号
- 堺市立上神谷支援学校 - 御池台四丁24番1号
- 大阪芸術大学附属泉北幼稚園[9] - 御池台二丁4番1号
- 泉北御池台郵便局[10] - 御池台三丁1番2号
- 南老人福祉センター[11] - 御池台五丁2番7号
- 御池公園[12] - 御池台二丁2番